# Takeshi Nagata
Pour les articles homonymes, voir Nagata (homonymie).
Takeshi Nagata (永田 武, Nagata Takeshi, 24 juin 1913 - 3 juin 1991) est un géophysicien japonais qui s'est intéressé au géomagnétisme.

## Biographie
Takeshi Nagata a remporté la médaille d'or de la Royal Astronomical Society en 1987.

## Source de la traduction
- (en) Cet article est partiellement ou en totalité issu de l’article de Wikipédia en anglais intitulé « Takeshi Nagata » (voir la liste des auteurs).